# The Onion
The Onion (укр. Цибулина) — сатиричне американське агентство, яке публікує статті з міжнародних, національних і місцевих новин, засноване 1988 року. Воно складається з розважальної газети і вебсторінки, де публікують сатиричні пародії на міжнародні і місцеві новини, та несатиричний додаток «А. В. Клуб» з оглядами новинок музики, кіно, анонсами мистецьких подій. Компанія базується в Чикаго.
«The Onion» почали публікувати онлайн на початку 1996 року. У 2007 році вони почали публікувати сатиричні аудіо та відео новини в Інтернеті як Onion News Network. У 2013 році Onion закінчив друкувати видання та запустив Onion Labs, рекламне агентство.
Наклад друкованого видання — 400 тис. З 2007 року організація публікує сатиричні аудіо та відеокліпи в мережі під назвою «Onion News Network». Щомісячний вебтрафік ресурсу становить близько 7,5 млн унікальних відвідувачів.

## Концепція
Статті «The Onion» коментують поточні події, як реальні, так і вигадані. Вони створюють пародії на такі журналістські жанри, як колонка редактора, вуличні інтерв'ю та біржові новини на традиційному макеті з редакційним стилем агентства Ассошіейтед прес. Часто гумористичний складник текстів полягає в поданні буденних подій у вигляді важливих сенсаційних новин і будується на грі слів.
Новини публікуються на офіційному сайті, а також відео на YouTube Відомі випадки, коли вигадані новини були сприйняті серйозно, приміром відео New Anti-Smoking Ad Warns Teens «It's Gay to Smoke» було опубліковано на сайті russia.ru.

## Друковані видання (1988-2013 рр.)
Всі 25 років випуску друкованих видань з 1988 року до 2013 The Onion розповсюджувався безкоштовно у різних містах у Сполучених Штатах та Канаді, а також через підписку по всьому світу. Тоді, коли The Onion припинили друк, у грудні 2013 року, видання були доступні лише в Чикаго, Мілвокі та Провіденсі. На своєму піку The Onion друкувалися в обсязі 500 000, натомість вебсайт публікації принесли більш ніж 10 мільйонів унікальних щомісячних користуачів. Нижче наведено список усіх міст, в яких цибуля була поширена в різні роки з 1988 по 2013.
- Анн-Арбор, Мічиган
- Остін, Техас
- Болдер, Колорадо
- Шампейн, Іллінойс
- Чикаго
- Коламбус, Огайо
- Денвер, Колорадо
- Індіанаполіс
- Айова
- Лос-Анджелес
- Медісон, Вісконсин
- Мілвокі
- Міннеаполіс
- Нью-Йорк
- Омаха, штат Небраска
- Філадельфія
- Пітсбург
- Провіденс, Род-Айленд
- Сан Франциско
- Санта-Фе, Нью-Мексико
- Торонто, Онтаріо, Канада
- Вашингтон, округ Колумбія

## Екранізація
2008 року було знято повнометражний фільм «Цибулячі новини» (The Onion Movie), сценарій до нього написав Роберт Сігал, який працював на той час у «The Onion».